# Aek Ngadol Nauli
Aek Ngadol Nauli is een bestuurslaag in het regentschap Tapanuli Selatan van de provincie Noord-Sumatra, Indonesië. Aek Ngadol Nauli telt 965 inwoners (volkstelling 2010).